# Élections régionales de 1970 en Rhénanie-du-Nord-Westphalie
Les élections régionales de 1970 en Rhénanie-du-Nord-Westphalie (en allemand : Landtagswahl in Nordrhein-Westfalen 1970) se tiennent le 14 juin 1970, afin d'élire les 200 députés de la 7e législature du Landtag pour un mandat de cinq ans.
Le scrutin est marqué par la victoire de la CDU, qui remporte la majorité relative. Le ministre-président Heinz Kühn se maintient au pouvoir en confirmant la « coalition sociale-libérale » qui réunit le SPD et le FDP.

## Contexte
Aux élections régionales du 10 juillet 1966, le SPD de Heinz Kühn réunit 49,5 % des suffrages exprimés, ce qui n'est pas suffisant pour atteindre la majorité absolue puisqu'il obtient 99 députés sur 200.
La CDU du ministre-président Franz Meyers, au pouvoir depuis 1958, est ainsi distancée avec 42,8 % des voix et 86 parlementaires. Le FDP du ministre de l'Intérieur Willi Weyer est la troisième force politique à siéger au Landtag, après avoir rassemblé 7,4 % des suffrages et 15 sièges.
Meyers parvient à se maintenir au pouvoir en reformant la « coalition noire-jaune » qui associe la CDU et le FDP depuis 1962 et qui bénéficie de l'exacte majorité absolue. Lors de la session d'investiture, il ne l'emporte qu'au second tour de vote, avec 100 voix favorables, contre 99 à Kühn
Le 5 novembre 1966, le SPD annonce qu'il a l'intention de déposer une motion de censure. L'Union chrétienne-démocrate décide alors d'entamer des négociations de « grande coalition » avec le Parti social-démocrate, ce qui incite le Parti libéral-démocrate à engager des discussions pour constituer une « coalition sociale-libérale » avec ce dernier. Le SPD choisit le 1er décembre de constituer une majorité avec le FDP, et le 8 décembre Heinz Kühn est investi ministre-président après le vote de la motion par 112 voix favorables et 85 contre.
Au cours de la législature, le Landtag abaisse la majorité électorale à 18 ans et allonge d'un an la législature, qui passe ainsi à cinq ans. La Rhénanie-du-Nord-Westphalie est alors le deuxième territoire fédéré après la Sarre à adopter cette durée de mandature, mais le premier Land fondateur de la République fédérale d'Allemagne.

## Mode de scrutin
Le Landtag est constitué de 200 députés (en allemand : Mitglied des Landtags, MdL), élus pour une législature de cinq ans au suffrage universel direct et suivant le scrutin proportionnel de Hare.
Chaque électeur dispose d'une voix, qui compte double : elle lui permet de voter pour un candidat de sa circonscription, selon les modalités du scrutin uninominal majoritaire à un tour, le Land comptant un total de 150 circonscriptions ; elle est alors automatiquement attribuée au parti politique dont ce candidat est le représentant.
Lors du dépouillement, l'intégralité des 200 sièges est répartie en fonction des voix attribuées aux partis, à condition qu'un parti ait remporté 5 % des voix au niveau du Land. Si un parti a remporté des mandats au scrutin uninominal, ses sièges sont d'abord pourvus par ceux-ci.
Dans le cas où un parti obtient plus de mandats au scrutin uninominal que la proportionnelle ne lui en attribue, la taille du Landtag est augmentée jusqu'à rétablir la proportionnalité.

## Campagne

### Principales forces
| Parti | Parti                                                                              | Chef de file                          | Résultats de 1966          |
| ----- | ---------------------------------------------------------------------------------- | ------------------------------------- | -------------------------- |
|       | Parti social-démocrate d'Allemagne Sozialdemokratische Partei Deutschlands         | Heinz Kühn (Ministre-président)       | 49,5 % des voix 99 députés |
|       | Union chrétienne-démocrate d'Allemagne Christlich Demokratische Union Deutschlands | Heinrich Köppler                      | 42,8 % des voix 86 députés |
|       | Parti libéral-démocrate Freie Demokratische Partei                                 | Willi Weyer (Ministre de l'Intérieur) | 7,4 % des voix 15 députés  |

## Résultats

### Voix et sièges
| Parti                             | Parti                                        | Voix       | Voix  | Sièges | Sièges        | Sièges | Sièges | Sièges        |
| Parti                             | Parti                                        | Votes      | %     | MU1    | +/-           | Liste  | Total  | +/-           |
| --------------------------------- | -------------------------------------------- | ---------- | ----- | ------ | ------------- | ------ | ------ | ------------- |
|                                   | Union chrétienne-démocrate d'Allemagne (CDU) | 4 020 186  | 46,33 | 65     | 14            | 30     | 95     | 9             |
|                                   | Parti social-démocrate d'Allemagne (SPD)     | 3 996 808  | 46,06 | 85     | 14            | 9      | 94     | 5             |
|                                   | Parti libéral-démocrate (FDP)                | 478 420    | 5,51  | 0      | en stagnation | 11     | 11     | 4             |
|                                   | Parti national-démocrate d'Allemagne (NPD)   | 94 043     | 1,08  | 0      | Nv.           | 0      | 0      | Nv.           |
|                                   | Parti communiste allemand (DKP)              | 76 964     | 0,89  | 0      | Nv.           | 0      | 0      | Nv.           |
|                                   | Parti du centre allemand (DZP)               | 9 902      | 0,11  | 0      | en stagnation | 0      | 0      | en stagnation |
|                                   | Parti des travailleurs indépendants (UAP)    | 1 504      | 0,02  | 0      | en stagnation | 0      | 0      | en stagnation |
|                                   |                                              |            |       |        |               |        |        |               |
| Votes valides                     | Votes valides                                | 8 677 827  | 99,29 |        |               |        |        |               |
| Votes blancs et nuls              | Votes blancs et nuls                         | 62 113     | 0,71  |        |               |        |        |               |
| Total                             | Total                                        | 8 739 940  | 100   | 150    | en stagnation | 50     | 200    | en stagnation |
| Abstentions                       | Abstentions                                  | 3 150 669  | 26,50 |        |               |        |        |               |
| Nombre d'inscrits / participation | Nombre d'inscrits / participation            | 11 890 609 | 73,50 |        |               |        |        |               |